# Trzęsienie ziemi w Dingxi (2013)

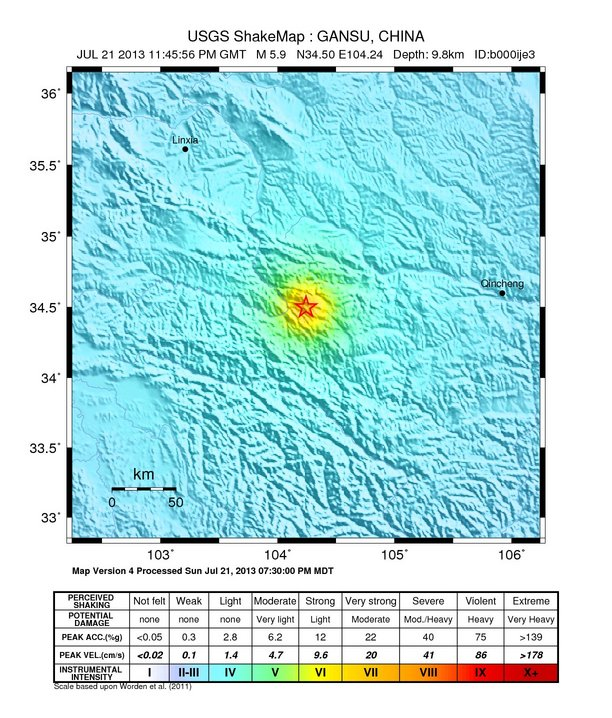
Mapa obszarów wokół epicentrum ze strony USGS

Trzęsienie ziemi w Dingxi (chiń. upr. 定西地震; pinyin Dìngxī Dìzhèn; dosł. „Trzęsienie ziemi [w] Dingxi”) – trzęsienie ziemi, które 22 lipca 2013 roku nawiedziło okolice miasta Dingxi w chińskiej prowincji Gansu i spowodowało 95 ofiar śmiertelnych.
Pierwszy wstrząs o godzinie 7:45 czasu lokalnego (23:45 UTC) miał magnitudę 5,9. Epicentrum znajdowało się 177 km na południe od stolicy prowincji Lanzhou, i 13 km na wschód od miasta Chabu. Epicentrum znajdowało się na głębokości 9,8 km.
Drugi wstrząs, o 9:12 czasu lokalnego (01:12 UTC) miał magnitudę 5,6; epicentrum, na głębokości 10,1 km, znajdowało się 9 km na północny zachód od Chabu. Trzęsienia ziemi w tym regionie spowodowane są ruchami wewnątrz płyty eurazjatyckiej naciskanej od południa przez płytę indyjską; w wyniku nacisków wypiętrzeniu ulega Wyżyna Tybetańska, wzdłuż której północnej i zachodniej krawędzi znajdują się linie uskoków Kunlun, Ałtyn-Tag i Haiyuan (ruch tego ostatniego spowodował tragiczne trzęsienie ziemi w Gansu w 1920 roku).
Zanotowano ponad 370 wstrząsów wtórnych. W powiecie Zhang miasta Dingxi zniszczeniu uległo co najmniej 380 budynków, a następne 5600 było uszkodzonych; ponad 27 tysięcy ludzi zostało pozbawionych dachu nad głową. W całej prefekturze Dingxi zawaliło się co najmniej 1200, a uszkodzeniu uległo 21 tys. budynków. Łączna liczba budynków zniszczonych na całym obszarze objętym trzęsieniem, według wstępnych szacunków z 23 lipca, wynosiła 51 800, a 240 tys. było uszkodzonych. Niemal 227 tys. ludzi zostało zmuszonych do opuszczenia domów. Znaczna część budynków na tych terenach zbudowana była z ubitej gliny ze słomą, materiału mało odpornego na trzęsienia ziemi.
Serwis Earthquake-report.com podawał, cytując władze prowincji Gansu 27 lipca 2013 roku UTC, bilans 95 zabitych, 2395 rannych osób (w tym 720 hospitalizowanych). 117 miast i 1163 wsie odczuły skutki trzęsienia. Akcja ratunkowa miała przebiegać sprawnie, szybko naprawiono uszkodzenia głównych dróg, co umożliwiło dojazd konwojom z pomocą, aczkolwiek górski teren uniemożliwiał szybkie dotarcie do wyżej położonych miejscowości. W akcji uczestniczyło 322 żołnierzy, 1428 rezerwistów, 1620 policjantów i ratowników, 65 ratowników medycznych i lekarzy. W ciągu kilku dni po trzęsieniu ziemi załamanie pogody i ulewne deszcze spowodowały obsunięcia ziemi, naruszonej przez wstrząsy tektoniczne. Ulewy i obsuwiska spowodowały śmierć dalszych kilkudziesięciu osób, oraz spowolnienie akcji ratunkowej, z powodu powtórnych uszkodzeń dróg i sieci telekomunikacyjnej. Ministerstwo Finansów ChRL przeznaczyło 500 mln. RMB (ponad 81 mln USD) na pomoc obszarom dotkniętym katastrofą.